# Club Esportiu Benicàssim
El Club Deportivo Benicàssim és un club de futbol de la ciutat de Benicàssim, (la Plana Alta). Va ser fundat en 1947 i actualment participa en el grup I de la Regional Preferent valenciana.

## Història
L'equip va ascendir l'any 2000 a Preferent per a consolidar-se. Abans d'això, era un equip ascensor que es movia entre Preferent i Primera Regional. Aquella mateixa tempora Bienvenido Casares va substituir en la presidència Miguel Pons. Sota el seu mandat, el club va viure la seva millor etapa entre 2004 i 2006, quan va jugar a la Tercera divisió.
Des de la tornada a Preferent ha estat un dels equips capdavanters. Tot i això va perdre dues promocions d'ascens front a l'Olímpic de Xàtiva i al UD Horadada. L'estiu de 2008 Casares va deixar el càrrec, sent substituït per José Laguía. Aquella temporada el club no jugà l'eliminatòria d'ascens en no classificar-se entre els tres primers.

### Estadístiques
- 0 temporades en Primera divisió.
- 0 temporades en Segona divisió.
- 0 temporades en Segona B.
- 2 temporades en Tercera divisió.
  - Millor posició:17è (2004/05).

Últimes temporades:
- 1999/2000: - Primera Regional -
- 2000/2001: - Regional Preferent -
- 2001/2002: - Regional Preferent -
- 2002/2003: - Regional Preferent -
- 2003/2004: - Regional Preferent -
- 2004/2005: - Tercera divisió - 17è.
- 2005/2006: - Tercera divisió - 21è.
- 2006/2007: - Regional Preferent - 3r.
- 2007/2008: - Regional Preferent - 3r.
- 2008/2009: - Regional Preferent - 5è.

## Uniforme
- Uniforme titular: Samarreta a franges verticals roges i blanques, pantaló i mitges blaves. Abans de l'any 2003 la samarreta era arlequinada.

## Estadi
Actualment juga al Torre de Sant Vicent, situat junt al poliesportiu municipal. És des de 2002 de gespa artificial i té una graderia per a 600 espectadors. Antigament jugava al desaparegut camp de Farcha.